# Heinrich von Treitschke
Heinrich Gothard von Treitschke  (15 septembre 1834 à Dresde - 28 avril 1896), est un historien et théoricien politique allemand, membre du Parti libéral national.

## Biographie
Son père est le lieutenant général saxon Eduard Heinrich von Treitschke (de), anobli en 1821, son oncle le juriste Georg Carl Treitschke (de) et son cousin le général Heinrich Leo von Treitschke (de). 
Il étudie à la prestigieuse École Sainte-Croix de Dresde (lycée classique) et étudie l'histoire de 1851 à 1853 à l'université rhénane Frédéric-Guillaume de Bonn, où il rejoint la Burschenschaft Frankonia au semestre d'hiver 1851-52 et où il est influencé par l'historien Friedrich Christoph Dahlmann.
Député nationaliste de 1871 à 1884, professeur à l'université de Berlin à  partir  de  1874, il soutient la politique d'Otto von Bismarck après avoir publié en août 1870 un ouvrage intitulé : Que réclamons-nous de la France ? L'Alsace. Comme celles d'Édouard Drumont en France, ses thèses antisémites rencontrent un grand succès en Allemagne, où les nazis reprendront plus tard sa célèbre formule tirée de son article intitulé Nos perspectives : « Les Juifs sont notre malheur » parue le 15 novembre 1879 dans les Annales prussiennes.
Sa philosophie politique s'articule autour de la formule : « L'État est puissance » (« Der Staat ist Macht »). Émile Durkheim l'a analysée dans sa brochure : L'Allemagne au-dessus de tout (1915).
Dans son livre Politik, publié en 1897, il exalte la politique de puissance de l'État (Machtpolitik) dans l'espace international. Dans cette optique, les États, qui sont chacun l'union d'un peuple en puissance indépendante, sont nécessaires à la réalisation de l'homme, à l'expression de sa richesse, à la volonté de la providence. L'État, pour exister, a besoin de la confrontation avec d'autres États, ce qui permet la manifestation de sa puissance. C'est dans la guerre que l'homme se réalise, faisant triompher sa nature politique et les valeurs nobles contre les préoccupations matérialistes.
Il participa à la fondation de la revue historique allemande Historische Zeitschrift.
Il est un ami proche de Franz Overbeck depuis leurs études communes et entretient une correspondance avec Gustav Freytag. Emil Herrmann et Hermann von Helmholtz sont également ses amis.